# Danyjil (Kovalčuk)
Danyjil (světským jménem: Mychajlo Stepanovyč Kovalčuk; * 15. května 1949, Holyň) je ukrajinský duchovní Pravoslavné církve Ukrajiny a emeritní metropolita černovický a bukovinský.

## Život
Narodil se 15. května 1949 ve vesnici Holyň ve Stanislavské oblasti.
Roku 1963 dokončil osmiletou školu a začal pracovat v kolchozu. Poté navštěvoval večerní školu (11 tříd). Mezitím pracoval ve dřevozpracujícím závodu.
Roku 1970 nastoupil na Moskevský duchovní seminář.
Dne 21. září 1973 byl rukopoložen arcibiskupem Volodymyrem (Sabodanem) na jereje. Stal se klerikem ivano-frankivské eparchie Ruské pravoslavné církve.
Roku 1989 vstoupil do jurisdikce Ukrajinské autokefální pravoslavné církve. Za vstup do schizmatu byl Svatým synodem Ruské pravoslavné církve zbaven kněžství.
Roku 1990 byl zvolen biskupem černovickým a bukovinským. Dne 28. dubna 1990 proběhla jeho biskupská chirotonie. Světiteli byli arcibiskup lvovský a ternopilský Ioan (Bodnarčuk), biskup ternopilský a bučačský Vasylij (Bodnarčuk) a biskup ivano-frankivský a kolomyjský Andrij (Abramčuk).
Ve dnech 5. až 6. června 1990 se zúčastnil rady, na kterém byla ukrajinská církev prohlášena patriarchátem a za patriarchu byl zvolen Mstyslav (Skrypnyk).
Dne 25. června 1992 se zúčastnil rady sjednocení, kde byl přijat do nově vzniklého Kyjevského patriarchátu. Jeho biskupské svěcení nebylo přijato, a proto byl 16. prosince 1992 znovu vysvěcen na biskupa. Hlavním světitelem byl metropolita kyjevský Filaret (Denysenko). Stejného dne byl povýšen na arcibiskupa.
Ve dnech 21. – 22. října 1993 se zúčastnil Místního soboru, na kterém byl zvolen patriarchou Volodymyr (Romanjuk).
Dne 20. září 1994 byl povýšen na metropolitu.
Ve dnech 20. – 21. října 1995 byl účastníkem Místního soboru, který zvolil patriarchou Filareta (Denysenka).
Roku 2018 přešel do jurisdikce nové Pravoslavné církve Ukrajiny.
Dne 7. listopadu 2023 byl Svatým synodem Pravoslavné církve Ukrajiny penzionován.